# Cydia archaeochrysa
Cydia archaeochrysa is een vlinder uit de familie bladrollers (Tortricidae). De wetenschappelijke naam is voor het eerst geldig gepubliceerd in 1986 door A. Diakonoff.
De soort komt voor op het eiland Madeira. De naam archaeochrysa is een combinatie van de Griekse woorden voor "oud" (άρχαίος) en "goud" (χρυσός). Het holotype bevindt zich in het natuurhistorisch museum van Leiden.